# Kremionki
Kremionki (en russe : Кремёнки) est une ville de l'oblast de Kalouga, en Russie, dans le raïon de Joukovski. Sa population s'élevait à 11 172 habitants en 2013.

## Géographie
Kremionki est située sur la rive gauche de la rivière Protvy, à 7 km à l'ouest de Protvino, à 20 km à l'ouest de Serpoukhov, à 66 km au nord-est de Kalouga et à 102 km au sud-ouest de Moscou.

## Histoire
Il y avait un village à l'emplacement de Kremionki au commencement du XVIIIe siècle. La naissance et le développement récent de Kremionki sont liés à l'essor de la ville voisine de Protvino (oblast de Moscou), où se trouve depuis 1958 un important laboratoire de recherche qui se consacre à la physique des particules. Kremionki accède au statut de commune urbaine en 1989, puis à celui de ville en 2004.

## Population
Recensements (*) ou estimations de la population :
| 2002*  | 2006   | 2010*  | 2012   | 2013   |
| ------ | ------ | ------ | ------ | ------ |
| 12 128 | 12 163 | 11 582 | 11 351 | 11 172 |